# Czułat
Czułat (ros. Чулат) – wieś w Rosji, w Dagestanie, w rejonie tabasarańskim. W 2010 liczyła 1309 mieszkańców, głównie Tabasaranów.